# هنري فرانسوا لامبرت
هنري فرانسوا لامبرت (بالفرنسية: Henri François Lambert)‏ هو عسكري فرنسي، ولد في 3 يونيو 1760 في Haraucourt, Meurthe-et-Moselle ‏ في فرنسا، وتوفي في 7 سبتمبر 1796 في بافاريا في ألمانيا.